# Fort Dauphin (Île Royale)
Pour les articles homonymes, voir Île Royale (homonymie).
Fort Dauphin est un ancien fort français construit en 1713 sur l'Île Royale.

## Présentation
Après le traité d'Utrecht en 1713, la France perdit l'Acadie et Terre-Neuve, ce qui donna naissance à l'Île Royale, anciennement appelée le Cap Breton. Fort Dauphin fut brièvement sa capitale, de 1713 à 1719. 
Le fort fut construit en 1713 à proximité du village de Port-Dauphin, qui avait été fondé en 1597, d'abord comme établissement de pêche. Ce fut le premier établissement européen sur l'île. La population provenait surtout de Plaisance (Nouvelle-France) à Terre-Neuve.  
Un nouveau fort était prévu pour 1744, mais il fut jamais construit. Les Britanniques capturèrent le fort en 1745.

## Galerie

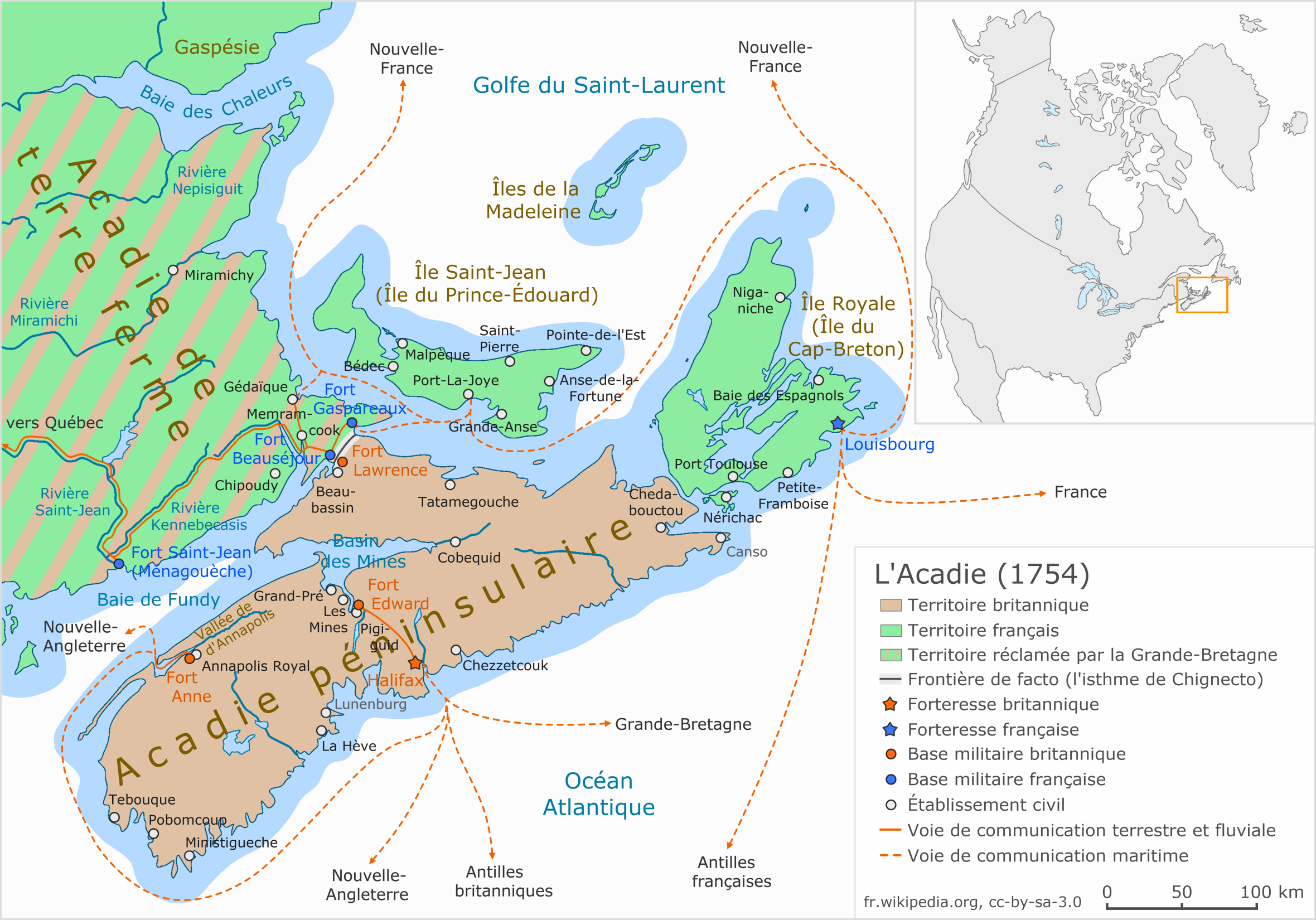
Île Royale en 1754